# Mike Carabello
Michael Carabello (San Francisco, 18 novembre 1947) è un percussionista statunitense.
È stato il primo percussionista dei Santana inizialmente tra il 1966 e il 1967, e poi, insieme a José Chepito Areas, dal 1969 al 1971 durante l'incisione dei loro primi tre album, Santana, Abraxas e Santana III.
Nel 1998, Michael Carabello venne introdotto nella Rock and Roll Hall of Fame come membro dei Santana.